# Хауърд (окръг, Арканзас)
Вижте пояснителната страница за други значения на Хауърд.
Окръг Хауърд (на английски: Howard County) е окръг в щата Арканзас, Съединени американски щати. Площта му е 1541 km², а населението – 13 789 души (2010). Административен център е град Нашвил.